# Ectypodus
Ectypodus és un gènere extint de mamífers multituberculats de la família dels neoplagiaulàcids que visqueren a Europa i Nord-amèrica des del Paleocè inferior fins a l'Eocè superior, fa entre 33,9 i 66 milions d'anys. Se n'han trobat restes fòssils a Bèlgica, el Canadà, els Estats Units, França i el Regne Unit. Es tracta del grup de multituberculats més recent que es coneix. Les dents recorden les de Ptilodus. El nom genèric Ectypodus significa ‘dent tallada en relleu’ i es refereix a la peculiar morfologia de la dent premolar inferior.